# Герб Вишневецьких
Герб Вишневецьких — старовинний герб роду Вишневецьких, що має походження від родового знаку князів Несвіцьких у вигляді перехрещеного хреста (так званий хрест русинів, лат. Crux ruthenorum). Пізніше видозмінений шляхом додавання нижнього рамена та шестикутного знаку. Остаточна версія герба за часів Речі Посполитої набула тотожності з гербом Корибут.

## Опис
Ранній герб Вишневецьких являв собою зображення родового знаку у вигляді перехрещеного хреста над півколом, що лежить кінцями додолу над шестипроменевою зіркою. Зірка має вигляд шестикутного знаку з розширеними та заокругленими кінцями і з’єднана вгорі з півколом. На думку дослідника Олега Однороженко, півколо ще не є окремою фігурою, а лише інтегральною частиною усього знаку.
Пізніший варіант герба Вишневецьких збігається з описом герба Корибут. На червоному полі гербу золотий півмісяць рогами додолу з золотою 6-променевою зіркою під ним; на півмісяць спирається золотий хрест з перехрещеними боковими та верхнім кінцями. На лицарський шолом одягнена шляхетська корона, над якою ще була князівська шапка (митра). Червоний намет, що виходить з-під корони, підбитий золотом.
Також існувала версія великого герба роду Вишневецьких, що містила герби споріднених шляхетських родів, герб литовських князів Погоня та додаткові геральдичні елементи (намет, шолом, фігури тощо).

## Історія
Рід Вишневецьких походив від молодшої гілки роду Несвіцьких. Початково використовували різновид їх родового знаку формі перехрещеного хреста (відомий під назвою хрест русинів). Сучасні генеалогічні, геральдичні та сфрагістичні дослідження вказують, що Несвицькі походили від одної з гілок Рюриковичів. Ймовірно, від князів Турово-Пінських.
Як молодша гілка роду князів Несвіцьких, Вишневецькі змінили свій родовий знак через додавання нижнього рамена та шестикутного знаку. 
В середині XVI століття серед представників княжих родів Збаразьких і Вишневецьких, які змагались за владу у Великому князівстві Литовському, виникла генеалогічна легенда за якої вони походили від сіверського князя Дмитра-Корибута. Він був одним із синів великого князя литовського Ольгерда Ґедиміновича. Насправді ж Вишневецькі, як і пов'язані з ними Несвицькі, мали руське династичне походження.
Рід Вишневецьких дві гілки. Старша вела родовід від литовського князя Дмитра-Корибута, а молодша — від нащадків давньоруського князя Інгвара Ярославича.
Генеалогічна легенда та боротьба за вплив у Великому князівстві Литовському спричинила трансформацію елементів герба Вишневецьких у перехрещений хрест над півмісяцем і зіркою. В гербовниках Речі Посполитої XVII–XVIIІ століть герб фігурує під назвою Корибут.
Родовим гніздом Вишневецьких було містечко Вишнівець. Володіння Вишневецьких спочатку знаходилися переважно на Волині, а з 1580-х років ще й на Лівобережній Україні — Лубенщина, Роменщина та інші. Переважно це були колишні землі князів Глинських та Домонтів.

## Цікаві факти
- У книзі Крест Спасителя и кожного человека, надрукованої 1632 року, великий герб роду Вишневецьких замість Погоні містить зображення святого Юрія на коні, що влучає списом змія, тобто герба руських князів, що вели свій родовід від Рюрика — Погоня Руська. Цей елемент мав підкреслити руське (українське) походження княжого роду та присоромити перехід князя Яреми Вишневецького у католицтво в 1631 році[1].
- Під назвою Корибут герб Вишневецьких з'являється в книзі Марціна Лещиновича "Conclusiones physicae…", опублікованій у Кракові в 1648 році. В ній родовий герб Вишневецьких зображений у складному та вишуканому картуші. На горі композиції князівська корона, яку тримають два янголи — традиційний позащитовий елемент у гербах шляхти XVII століття.

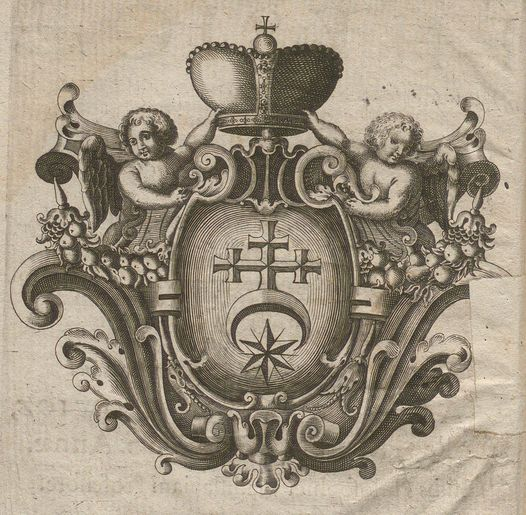
Герб Вишневецьких з книги Марціна Лещиновича "Conclusiones physicae…", 1648 рік

- Елементи великого герба роду Вишневецьких — рука з оголеною шаблею та герб Погоня Польська(і водночас елемент герба литовської великокняжої династії, нащадками якої вважалися Вишневецькі), використовувались у геральдичній символіці міста Лубни за часів Гетьманщини.[3]
- Герб Вишневецьких гербовий фронтон палацу у Вишневцях. Над головним входом по центру знаходиться герб Вишневецьких у формі Корибут та Труби — фамільний герб Теклі Рози Радзивіл (третьої дружини Михайла Сервація Вишневецького). Вони увінчані княжою короною, що вказує на високий статус власників. Знизу герби підтримують два малюка-янголи[4].
- Нащадком роду Вишневецьких по жіночій лінії, через доньку останнього представника роду Михайла Вишневецького — Ганну був польський композитор Міхал Клеофас Огінський.
- Походження родини Вишневецьких від Рюриковичів було підтверджено генетичними тестами у 2013 році. Гаплогрупу Y-ДНК перевірив сучасний представник родини Воронецьких, що походить по чоловічій лінії, як і родина Вишневецьких, від родини Несвицьких. Розташування маркерів, що містяться в Y-хромосомі Воронецького, виявилося ідентичним розташуванню живих представників родин, безсумнівно, похідних від Рюриковичів: Пузинових, Мосальських, Гагаріних, Кропоткіних, Путятинських[5]. Результати цього дослідження свідчать, що рід Вишневецьких був останньою гілкою династії Рюриковичів, яка самостійно правила князівством (до 1744 року). Міхал Корибут Вишневецький був останнім монархом цієї династії. Він панував не лише у Польщі та Литві, а й над значною частиною Русі-України, яка належала до родових володінь та спадку Рюриковичів